# Robert Walden
Robert Walden (* 25. September 1943 in New York City, New York als Robert Wolkowitz) ist ein US-amerikanischer Schauspieler.

## Leben
Walden besuchte das City College in New York, welches er mit dem Bachelor of Arts abschloss. Danach begann er seine Schauspielkarriere zunächst am Theater, ab 1970 war er auch in Film und Fernsehen zu sehen. Nach Nebenrollen unter anderem in Nie wieder New York, Was Sie schon immer über Sex wissen wollten, aber bisher nicht zu fragen wagten und Die Unbestechlichen feierte Walden seinen Durchbruch zwischen 1977 und 1982 mit der Rolle des Joe Rossi in der Fernsehserie Lou Grant, für die er 1979, 1980 und 1981 jeweils für den Emmy nominiert war. Nachdem die Serie 1982 eingestellt worden war, spielte er von 1984 bis 1989 in der Sitcom Unter Brüdern. Von 2011 bis 2013 wirkte er als Vater der Hauptfigur in der US-amerikanischen Sitcom Happily Divorced mit. Sein Schaffen umfasst mehr als 70 Film- und Fernsehproduktionen.

## Filmografie (Auswahl)
- 1970: Nie wieder New York (The Out of Towners)
- 1970: Bloody Mama
- 1971: Hospital (The Hospital)
- 1972: Was Sie schon immer über Sex wissen wollten, aber bisher nicht zu fragen wagten (Every Thing You Always Wanted to Know About Sex * But Were Afraid to Ask)
- 1972: Die Rache ist mein (Rage)
- 1973: Columbo: Wein ist dicker als Blut (Any Old Port in a Storm, Fernsehfilm)
- 1976: Die Unbestechlichen (All the President’s Men)
- 1976: Detektiv Rockford – Anruf genügt (The Rockford Files, Fernsehserie, Folge 3x02)
- 1977: Audrey Rose – das Mädchen aus dem Jenseits (Audrey Rose)

- 1977: Die Straßen von San Francisco, Staffel 5, Episode 15
- 1977: Blue Sunshine
- 1977: Unternehmen Capricorn (Capricorn One)
- 1977–1982: Lou Grant (Fernsehserie, 112 Folgen)
- 1984–1989: Unter Brüdern (Brothers, Fernsehserie, 115 Folgen)
- 1985: Mord ist ihr Hobby (Murder, She Wrote, eine Folge)
- 1994: Radioland Murders – Wahnsinn auf Sendung (Radioland Murders)
- 1997: In Dark Places – Wo das Schicksal keinen Schatten wirft (In Dark Places)
- 1999: Der Kuss des Mörders (Kiss of a Stranger)
- 1999: Desert Thunder
- 2005: Law and Order Special Victims Unit S7E1
- 2011–2013: Happily Divorced (Fernsehserie, 34 Folgen)